# کوه ریچاردز
کوه ریچاردز (به انگلیسی: Mount Richards) یک کوه در کانادا است که در آلبرتا واقع شده‌است. کوه ریچاردز ۲٬۳۷۷ متر بالاتر از سطح دریا واقع شده‌است.